# 蓬桑德
蓬桑德（Pont-Sondé）是海地阿蒂博尼特省圣马克下轄的一个城镇。 蓬松德位於一條連接太子港和海地角的道路上。 1880年，一座跨越阿蒂博尼特河的橋樑建成後，蓬桑德逐漸发展起來。蓬桑德是海地最大的大米产地。